# Parish Walk

Carte des 17 paroisses traditionnelles de l’île de Man.

La Parish Walk de l'île de Man, aussi dénommée depuis 2012 Manx Telecom Parish Walk, de 2009 à 2011 Scottish Widows Parish Walk, et, avant 2009, Clerical Medical Parish Walk, est une épreuve de marche athlétique organisée chaque mois de juin sur l'île de Man. Il s'agit de la plus grande épreuve du genre organisée dans les Îles Britanniques : elle a rassemblé 2 000 marcheurs en 2009. Son but est de parcourir, en 85 miles (près de 137 kilomètres), les 17 paroisses de l'île, le tout en moins de 24 heures. De nombreuses personnes ne parvenant pas à achever le parcours, il est de coutume pour les marcheurs qui abandonnent de le faire soit à Château-Rushen (30,5 km), soit à Peel (51,5 km).
En 2010, 1 535 marcheurs se sont engagés dans l'épreuve et seuls 133 (moins de 9 %) sont allés au bout du parcours. Le vainqueur, Jock Waddington, a parcouru les 17 paroisses en 15 heures, 18 minutes et 6 secondes, troisième meilleure performance de l'épreuve.

## Histoire
La première épreuve de la Parish Walk remonterait à 1848, le journal Manx Sun relatant le récit d'un marcheur de 84 ans, portant le nom de Harry Kermode, et qui fit le trajet entre Patrick et Ramsey (77 km). En 1852, un officier de police judiciaire, John Cannell, habitant à Saint-Barnabus, parcourt 90 miles à cheval en 15 heures. L'année suivante, c'est à pied qu'il effectue un trajet similaire, traversant les 17 paroisses de l'île. C'est cette année qu'est donc attestée pour la première fois ce que l'on peut considérer comme l'ancêtre de la Parish Walk.
Il faut toutefois attendre le 28 mai 1913 pour connaître la première réelle organisation à cette marche qui devient alors une véritable épreuve sportive. Sous le nom de Parish Walking Match, elle est organisée par l'Isle of Man Times et le Manx Sporting Club et est remportée par Harry Bridson en 18 heures et 56 minutes. Mais le déclenchement de la Première Guerre mondiale empêche toute suite à l'événement et ce n'est qu'en 1923 que l'épreuve reprend. Le 15 mai de cette année, seuls deux marcheurs sont au départ : Harry Bridson et Gerald Bridson. Gerald Bridson exerce la fonction de MHK à la House of Keys et, en 20 heures et 23 minutes, il parvient à toucher de la main les 17 portes des églises paroissiales de l'île.
Par la suite, la Parish Walk périclite et tombe dans l'ombre du Tourist Trophy, mais connaît un regain d'intérêt à partir de 1960, intérêt qui se manifestera durant une vingtaine d'années. En 1963, Irene Cottier devient la première femme à terminer la Parish Walk. Malgré la popularité de l'épreuve, de moins en moins de candidats se présentent sur la ligne de départ. Cette situation incite la société Mylchreest Motors à sponsoriser la Parish Walk à partir de 1979, mais se retire en 1990. Afin de la sauver, un nouvel investisseur accepte de sponsoriser la course : le Clerical Medical International (CMI) qui signe un contrat de sponsoring pour 5 ans. L'épreuve de 1990 est un succès, avec l'inscription de 155 marcheurs, dont 60 femmes. Dès lors, la popularité de la Parish Walk ne se dément plus : 728 inscrits en 2001, 967 en 2002, plus de 1 600 en 2008.

## Records de l'épreuve
- Record masculin : Vinny Lynch et Richard Gerrard record conjoint en 14 heures, 42 minutes, 32 secondes (2012)[7].
- Record féminin : Janice Quirk en 15 heures, 58 minutes, 35 secondes (2008).
- Plus grand nombre de victoires : Jock Waddington, John Cannell (hommes) : 6 victoires[8], Sue Biggart (femmes) : 7 victoires.